# Moto G (2023)
Moto G (2023) — лінія смартфонів від компанії Mototola Mobility, що входить в сімейство Moto G. Вона складається з базової моделі Moto G 5G (2023), моделі початкового рівня Moto G Play (2023), Moto G Power 5G та моделей зі стилусами Moto G Stylus (2023) та Moto G Stylus 5G (2023). Вона є наступницею лінійки Moto G (2022).

## Дизайн
Екран виконаний зі скла, а рамка та задня панель — з пластику.
В Moto G 5G (2023) та G Power 5G знизу розміщені роз'єм USB-C, динамік, мікрофон та 3.5 мм аудіороз'єм. Зверху розташований другий мікрофон. З лівого боку розташований слот під 1 SIM-картку і карту пам'яті формату microSD до 1 ТБ. З правого боку розміщені кнопки регулювання гучності та кнопка блокування смартфона, в яку вбудований сканер відбитків пальців.
В Moto G Play (2023) знизу розміщені роз'єм USB-C, динамік та мікрофон. Зверху розташовані другий мікрофон та 3.5 мм аудіороз'єм. З лівого боку розташований слот під 1 SIM-картку і карту пам'яті формату microSD до 512 ГБ. З правого боку розміщені кнопки регулювання гучності та кнопка блокування смартфона. Сканер відбитків пальців з нанесеним на ньому логотипом Motorola розташований на задній панелі.
В Moto G Stylus (2023) та G Stylus 5G (2023) знизу розміщені роз'єм USB-C, динамік, мікрофон, 3.5 мм аудіороз'єм та місце для стилуса. Зверху розташований другий мікрофон. З лівого боку розташований слот під 1 SIM-картку і карту пам'яті формату microSD до 1 ТБ в 4G-моделі та до 2 ТБ в 5G-моделі. З правого боку розміщені кнопки регулювання гучності та кнопка блокування смартфона, в яку вбудований сканер відбитків пальців.
Смартфони лінійки Moto G (2023) продаються в наступних кольорах:
| Moto G 5G (2023) | Moto G 5G (2023) | Moto G Play (2023) | Moto G Play (2023) | Moto G Power 5G | Moto G Power 5G | Moto G Stylus (2023) | Moto G Stylus (2023) | Moto G Stylus 5G (2023) | Moto G Stylus 5G (2023) |
| Колір            | Назва            | Колір              | Назва              | Колір           | Назва           | Колір                | Назва                | Колір                   | Назва                   |
| ---------------- | ---------------- | ------------------ | ------------------ | --------------- | --------------- | -------------------- | -------------------- | ----------------------- | ----------------------- |
|                  | Ink Blue         |                    | Navy Blue          |                 | Mineral Black   |                      | Midnight Blue        |                         | Cosmic Black            |
|                  | Harbor Gray      |                    |                    |                 | Bright White    |                      | Glam Pink            |                         | Rose Champagne          |

## Технічні характеристики

### Апаратне забезпечення

#### Платформа
Moto G 5G отримав процесор Qualcomm Snapdragon 480+ та графічний процесор Adreno 619.
Moto G Play (2023) отримав процесор MediaTek Helio G37 та графічний процесор PowerVR GE8320.
Moto G Power 5G отримав процесор MediaTek MediaTek Dimensity 930 та графічний процесор IMG BXM-8-256.
Moto G Stylus (2023) отримав процесор MediaTek Helio G85 та графічний процесор Mali-G52 MC2.
Moto G Stylus 5G (2023) отримав процесор Qualcomm Snapdragon 6 Gen 1 та графічний процесор Adreno 710.

#### Акумулятор
Акумуляторна батарея всіх моделей отримала об'єм 5000 мА·год. Також Moto G 5G, G Power 5G та G Stylus отримали підтримку зарядки потужністю 15 Вт, G Play — 10 Вт, а G Stylus 5G — 20 Вт.

#### Камера
Moto G 5G (2023), G Stylus (2023) та G Stylus 5G (2023) отримали подвійну основну камеру, а G Play (2023) та G Power 5G ― потрійну. В Moto G 5G та G Stylus це ширококутний об'єктив та макрооб'єктив, в G Play та G Power 5G — ширококутний, макро та сенсор глибини, а в Moto G Stylus 5G — ширококутний та надширококутний. Ширококутні об'єктиви всіх моделей мають фазовий автофокус. Крім цього, надширококутний об'єктив Moto G Stylus 5G (2023) має автофокус, що дає змогу також завдяки ньому знімати макрознімки.
Також пристрої мають фронтальну камеру. Нижче наведено таблицю з детальними характеристиками камер:
| Модель телефона               | Moto G 5G (2023)           | Moto G Play (2023)          | Moto G Power 5G             | Moto G Stylus (2023)        | Moto G Stylus 5G (2023)        |
| ----------------------------- | -------------------------- | --------------------------- | --------------------------- | --------------------------- | ------------------------------ |
| Ширококутний об'єктив         | 48 Мп, f/1.7, 0.8 µm, PDAF | 16 Мп, f/2.2, 1.12 µm, PDAF | 50 Мп, f/1.8, 0.64 µm, PDAF | 50 Мп, f/1.8, 0.64 µm, PDAF | 50 Мп, f/1.8, 0.64 µm, PDAF    |
| Надширококутний об'єктив      | Немає                      | Немає                       | Немає                       | Немає                       | 8 Мп, f/2.2, 1/4", 1.12 µm, AF |
| Макрооб'єктив                 | 2 Мп, f/2.4                | 2 Мп, f/2.4                 | 2 Мп, f/2.4                 | 2 Мп, f/2.4                 | Немає                          |
| Сенсор глибини                | Немає                      | 2 Мп, f/2.4                 | 2 Мп, f/2.4                 | Немає                       | Немає                          |
| Відео (основна камера)        | 1080p@60fps                | 1080p@30fps                 | 1080p@30fps                 | 1080p@60fps                 | 4K@30fps                       |
| Передня камера                | 8 Мп, f/2.0, 1/4", 1.12 µm | 5 Мп, f/2.4, 1.12 µm        | 16 Мп, f/2.4, 1 µm          | 8 Мп, f/2.0, 1/4", 1.12 µm  | 16 Мп, f/2.45, 1 µm            |
| Відео (передня камера камера) | 1080p@30fps                | 1080p@30fps                 | 1080p@30fps                 | 1080p@30fps                 | 1080p@30fps                    |

#### Екран
Смартфони лінійки Moto G (2023) отримали рідкокристалічні дисплеї із круглим вирізом під фронтальну камеру та підвищеною частотою оновлення екрана. Нижче наведено таблицю з докладнішими характеристиками дисплеїв:
| Модель телефона       | Moto G 5G (2023) | Moto G Play (2023) | Moto G Power 5G    | Moto G Stylus (2023) | Moto G Stylus 5G (2023) |
| --------------------- | ---------------- | ------------------ | ------------------ | -------------------- | ----------------------- |
| Тип                   | IPS              | IPS TFT            | IPS                | IPS                  | LTPS                    |
| Діагональ             | 6.5"             | 6.5"               | 6.5"               | 6.5"                 | 6.6"                    |
| Співвідношення сторін | 20:9             | 20:9               | 20:9               | 20:9                 | 20:9                    |
| Роздільна здатність   | HD+ (1600 × 720) | HD+ (1600 × 720)   | FHD+ (2400 × 1080) | HD+ (1600 × 720)     | FHD+ (2400 × 1080)      |
| Щільність пікселів    | 269 ppi          | 269 ppi            | 405 ppi            | 269 ppi              | 399 ppi                 |
| Частота оновлення     | 120 Гц           | 90 Гц              | 120 Гц             | 90 Гц                | 120 Гц                  |

#### Звук
Всі моделі лінійки Moto G (2023) крім Moto G Play (2023) отримали стереодинаміки. Роль другого динаміка виконує розмовний.

#### Пам'ять
Moto G 5G (2023) продається в конфігурації 4/128 ГБ, G Play (2023) — 3/32 ГБ, G Stylus (2023) — 4/64 ГБ, а G Power 5G та G Stylus 5G (2023) — 6/256 ГБ.

### Програмне забезпечення
Moto G Play (2023) був випущений на Android 12, коли всі інші моделі лінійки — на Android 13. Оболонкою використовується Moto My UI. Пізніше Moto G 5G (2023), G Power 5G, G Stylus (2023) та G Stylus 5G (2023) були оновлені до Hello UI на базі Android 14.
На додаток, Moto G 5G підтримує eSIM.